# Ordre de la Loyauté et de la Valeur
L'ordre de la Loyauté et de la Valeur (chinois traditionnel : 忠勇) est une récompense militaire de la république de Chine créée le 23 septembre 1944 et décernée pour un commandement exceptionnel au combat.